# S.O.S. (nouvelle)
Pour les articles homonymes, voir SOS (homonymie).
S.O.S. (S.O.S.) est une nouvelle fantastique d'Agatha Christie.
Initialement publiée en février 1926 dans la revue The Grand Magazine au Royaume-Uni, cette nouvelle a été reprise en recueil en octobre 1933 dans The Hound of Death and Other Stories au Royaume-Uni. Elle a été publiée pour la première fois en France dans le recueil Allô, Hercule Poirot en 1971.

## Personnages
- Mortimer Cleveland
- M. Dinsmead
- Mme Dinsmead
- Charlotte Dinsmead
- Magdeleine Dinsmead
- Johnnie Dinsmead

## Résumé
Mortimer Cleveland a sa voiture qui s'est embourbée. Il est bloqué et en pleine campagne, loin de tout. Non loin de là, il y a la petite maison des Dinsmead. Le couple et les trois enfants l'accueillent pour la nuit.
Au petit matin, quand il se réveille, quelqu'un a tracé sur la table couverte de poussière l'expression « SOS ». Il s'agit à l'évidence d'un signal de détresse. Si l'on excepte M. Dinsmead, qui a pu, de l'épouse soumise, des deux filles ou du fils, écrire ce mot ?
Pensant à Charlotte, celle-ci nie avoir tracé ces trois lettres. Elle rétorque que la maison est hantée et qu'il s'agit peut-être du fait d'un fantôme : jadis, quelqu'un a assassiné sa femme dans cette pièce.
Plus tard dans la matinée, Mortimer discute avec M. Dinsmead. Celui-ci l'informe que Magdeleine est une enfant adoptée et qu'elle vient de recevoir un héritage de son père qu'elle n'a jamais connu. Puis Mortimer se rend à sa voiture, qu'on a désembourbée. Il quitte la propriété. Au deuxième virage sur le chemin, il croise Magdeleine. C'est elle qui a écrit « SOS » sur la poussière de la table. « Par intuition » précise-t-elle.

### Dénouement et résolution de l'énigme
Contrairement à ce qu'avait affirmé M. Dinsmead, l'enfant adoptée est Charlotte. Or elle ne ressemblait pas à ses parents biologiques et devait effectivement toucher un héritage. M. Dinsmead avait prévu un plan audacieux : empoisonner Charlotte en faisant croire à une négligence de Johnnie, féru de chimie et de création de mélanges dangereux. Seule l'arrivée inattendue de Mortimer avait empêché la réalisation de son sinistre projet. Magdeleine, qui ignorait l'intention homicide de son père, avait bien « senti » que quelque chose allait de travers dans la maison, ce qui l'avait poussée à écrire le SOS.

## Publications
Avant la publication dans un recueil, la nouvelle avait fait l'objet de publications dans des revues :
- en février 1926, au Royaume-Uni, dans le no 252 de la revue The Grand Magazine[1] ;
- en décembre 1939, au Royaume-Uni, dans la revue Christmas Pie[2] ;
- en décembre 1947, aux États-Unis, dans le no 49 (vol. 10) de la revue Ellery Queen's Mystery Magazine[3].

La nouvelle a ensuite fait partie de nombreux recueils :
- en octobre 1933, au Royaume-Uni, dans The Hound of Death and Other Stories[1] (avec 11 autres nouvelles) ;
- en 1948, aux États-Unis, dans The Witness for the Prosecution and Other Stories[1] (avec 10 autres nouvelles) ;
- en 1971, en France, dans Allô, Hercule Poirot (avec 5 autres nouvelles).